# Лондонська конвенція про протоки (1841)
Лондонська конвенція про протоки 1841 року — конвенція, укладена в Лондоні 13 липня 1841 року між Російською імперією, Великою Британією, Королівством Франція, Австрійською імперією, Османською імперією та Королівством Пруссія.
Відновила «стародавнє правило» Османської імперії, відповідно до якого Босфор і Дарданелли оголошувались у мирний час закритими для військових суден усіх країн. За султаном зберігалось право видавати дозволи на прохід легких військових суден, що перебували у розпорядженні посольств дружніх країн. Режим проток під час війни конвенція не визначала.
З укладенням Лондонської конвенції Російська імперія втратила панівне становище у протоках, створене Ункяр-Іскелесійською угодою від 1833 року, яка зобов'язувала Османську імперію закривати протоки на вимогу Росії, а також передбачала спільну оборону проток Османською імперією та Російською імперією.
Сучасний статус проток регулюється Конвенцією Монтре про статус проток 1936 року, яка чинна донині.

## Наслідки
З британської точки зору, Лондонська конвенція попередила появу потужного російського Чорноморського флоту у Середземному морі, зберігши таким чином баланс сил (сприятливий для Великої Британії) у цьому регіоні. З російської точки зору, конвенція заохотила агресивну політику Великої Британії у Середземному морі, що стало важливою передумовою Кримської війни.